# Desucon (Norvège)
Ne doit pas être confondu avec Desucon (Finlande).
Desucon est une convention d'anime norvègienne.

## Histoire
Desucon a été organisé pour la première fois à Oslo en 2006. L'évènement ne concernait alors que la culture populaire japonaise, avec un grand accent sur l'anime, le mangas et le cosplay et il s'agissait du premier évènement de ce type en Norvège.
Fort du succès initial, le Desucon a été organisé de nouveau en 2007, cette fois au Oslo Kongressenter (no).
En 2009, le salon a été étendu à la même manière que la Science fiction et la Fantasy, et a été organisé en deux jours.
En 2010, l'évènement accueille 4 000 visiteurs.
Depuis 2013, le Desucon au Nova Spektrum (no) à Lillestrøm.
Le 24 avril 2018, il a été annoncé que l'évènement ne sera reproduit les années suivantes.

### Personnalités invitées
Desucon a également été visité par des clients qui connaissent bien l’environnement. En 2009, Desucon a reçu la visite du dessinateur Mads Eriksen (no), connu pour la bande dessinée M (bande-dessinée) (en).